# Gord Rand
Gord Rand (...) è un attore canadese.

## Biografia
Deve la sua fama per i ruoli interpretati nelle serie TV Orphan Black e Transplant.

## Filmografia

### Cinema
- Il grido della civetta (Cry of the Owl), regia di Jamie Thraves (2009)

### Televisione
- Leap Years - serie TV, 3 episodi (2001)
- Agente speciale Sue Thomas (Sue Thomas: FBI Eye) - serie TV, 3 episodi (2004-2005)
- Everest - serie TV, 4 episodi (2007)
- Durham County - serie TV, 4 episodi (2009)
- Republic of Doyle - serie TV, episodio 1x12 (2010)
- Combat Hospital - serie TV, 13 episodi (2011)
- Covert Affairs - serie TV, episodio 2x15 (2011)
- Flashpoint - serie TV, episodio 4x18 (2011)
- Cracked - serie TV, episodio 1x03 (2013)
- The Listener - serie TV, episodio 4x09 (2013)
- I misteri di Murdoch (Murdoch Mysteries) - serie TV, 2 episodi (2014, 2020)
- Orphan Black - serie TV, 9 episodi (2016)
- Reign - serie TV, episodio 3x12 (2016)
- Wynonna Earp - serie TV, episodio 1x10 (2016)
- Pure - serie TV, 11 episodi (2017-2019)
- Cardinal - serie TV, 3 episodi (2017)
- Killjoys - serie TV, episodi 3x05, 3x10 (2017)
- Taken - serie TV, episodio 1x04 (2017)
- The Handmaid's Tale - serie TV, episodio 3x06 (2018)
- Una figlia ritrovata (Separated at Birth), regia di Jean-François Rivard (2018) - film TV
- October Faction - serie TV, episodio 1x01 (2020)
- Private Eyes - serie TV, episodio 4x02 (2020)
- Rapimento in diretta (The Lead), regia di Philippe Gagnon (2020) - film TV
- Chapelwaite - serie TV, 9 episodi (2021)
- Transplant - serie TV, 22 episodi (2022-2024)
- Doc - serie TV, episodio 1x05 (2025)

## Doppiatori italiani
Nelle versioni in italiano delle opere in cui ha recitato, Gord Rand è stato doppiato da:
- Alberto Bognanni in Orphan Black, Una figlia ritrovata, Chapelwaite, Doc
- Massimo Aresu ne Il grido della civetta
- Diego Baldoin in Wynonna Earp
- Edoardo Stoppacciaro in Private Eyes
- Vittorio Guerrieri in Rapimento in diretta
- Gianfranco Miranda in Transplant